# Roxana Safarabadi
Roxana Safarabadi (persisch رکسانا صفرآبادی; * 1990 in Bielefeld) ist eine deutsche Schauspielerin iranischer Abstammung.

## Leben
Roxana Safarabadi wuchs in Bielefeld auf, besuchte die Kunstschule Bielefeld und belegte Fächer wie Malerei, Fotografie, nahm klassischen Gesangsunterricht und tanzte während ihrer Schulzeit Ballett, Modern Dance und Contemporary. Sie hospitierte in der Spielzeit 2009/2010 am Schauspielhaus Bochum im Kostümbereich. Sie entwarf auch projektbezogen Kostümbilder am Rottstr-5-Theater. Ab der Spielzeit 2010/2011 und unter dem neuen Intendanten Anselm Weber arbeitete sie als Kostümassistentin.
Nach ihrer Schauspielausbildung im Herbst 2017 in Hamburg begann sie ihr erstes Engagement am Ernst-Deutsch-Theater, es folgten bis 2025 weitere Produktionen unter anderem auf Kampnagel, am Thalia Theater und Theater Baden-Baden.
Nebenbei arbeitet sie in der Freien Szene und ist Mitbegründerin des feministischen Theaterkollektivs „ausgesprochen frei“.
Zwischen ihren Engagements begann sie im Jahr 2021 ein Studium der Politikwissenschaften und Soziologie an der Fernuniversität in Hagen und war von 2021 bis 2022 Teil des Redaktionsteams von „Drama, Magazin für Szenisches Schreiben“. 2024 gründete sie mit Lena Carle (Dramaturgin), Ayna Steigerwald (Autorin und Dramaturgin) und Danja Burchard (creative producer) die „REMISE - interdisciplinary lab for art an research“ in Hamburg, um anderen interdisziplinären Künstlern und Künstlerinnen Räume zu bieten.

## Filmografie
- 2018: A Muse, Langfilm
- 2019: Lichtgeflüster, Kurzfilm
- 2020: BA HAM (engl. together), Kurzfilm[1]
- 2021: Die Pfefferkörner, Fernsehserie (1 Folge)
- 2021: Die S-Bahn Reinigerin (Webserie)[2]
- 2022: Großstadtrevier – Weiß wie Schnee, Fernsehserie
- 2022: Lang lebe der Fischfriedhof, Kurzfilm
- 2023: Moloch, Kurzfilm
- 2023: Doktor Ballouz, Fernsehserie (1 Folge)
- 2023: Rentnercops, Fernsehserie (1 Folge)
- 2023: Wie die Nelken, Kurzfilm
- 2023: Jugend, Serie
- 2024: Milliarden Mike, Dokumentarfilm
- 2024: Ein Fall für Conti, Fernsehfilm
- 2024: Kaskade, Kurzfilm
- 2024: Billie

## Theater
- 2018: Wunschkinder – Regie: Hartmut Uhlemann, Ernst-Deutsch-Theater
- 2018: Rapunzel – Regie: Hartmut Uhlemann, Ernst-Deutsch-Theater
- 2019: Sonnenblumenhaus – Regie: Dan Thy Nguyen, Brotfabrik Berlin
- 2019: Pissoisrs II – Regie: Dan Thy Nguyen, Deichtorhallen
- 2019: Das tapfere Schneiderlein – Regie: Hans Schernthaner, Harburger Theater
- 2019: Kampfschrei der Blaumeisen – Regie: Dominique Marino, Hamburger Sprechwerk
- 2019: Schatten (Eurydike sagt) – Regie: Helena Bennett, Kampnagel
- 2019: Das Autoritäte Zeitalter des Megazons – Regie: Anton Pleva, Ernst-Deutsch-Theater
- 2019: Frauen am Rande des Nervenzusammenbruchs – Regie: Joseph Dieken, Altonaer Theater
- 2020: Die Hamletmaschine – Regie: Helena Bennett, Kampnagel
- 2020: Das Autoritäte Zeitalter des Megazons
- 2020: Kampfschrei der Blaumeisen (Fluctoplasma Festival – 96h Kunst. Diskurs. Diversität.)
- 2020: Das Autoritäte Zeitalter des Megazons – Regie: Anton Pleva, Ernst-Deutsch-Theater
- 2020: Das Missverständnis – Regie: Maciek Marzec Hochschule für Musik und Theater Hamburg / Hamburger Sprechwerk
- 2021: Inside Sybille – Regie: Kristina Nadj (K9 Konstanz, Theater Diestel Berlin)
- 2021: Ich liebe dich – Regie: Emel Aydoğdu (Theater Kohlenpott)
- 2021: Charleys Tante –  Regie: Adelheid Müther (Ernst Deutsch Theater)
- 2022: Inside Sybille – Regie: Kristina Nadj, Ernst Deutsch Theater
- 2022: Ich liebe dich – Regie: Emel Aydoğdu (Alter Wartesaal Herne)
- 2022: Litiotopia von Poljak Wlassowetz (ACUD Kunsthaus)
- 2022: Megazorn 2: Psychological Warfare – Regie: Anton Pleva (Ernst Deutsch Theater)
- 2022: Soraya – Ein iranischer Abend (Thalia Theater)
- 2022: Die Unsichtbaren – Regie: John Neumeier, Theater Baden-Baden
- 2022: Welttag der Literatur (Deutsches Schauspielhaus Hamburg)
- 2023: Dinge, die ich sicher weiß – Regie: Adelheid Müther (u. a. Theater Erlangen)
- 2023: Salon Tülüfülükülümülü  / Vol. V – Von türkisen Türklinken –  Regie: Sophie Pahlke Luz (Thalia Theater)
- 2023: Megazorn 3: Das Egoistische Megaende von Alles – Regie: Anton Pleva (Ernst Deutsch Theater)
- 2023: Salon Tülüfülükülümülü / Vol. VII – Vorgeschmack auf Leitungswasser – Regie: Nail Doǧan und Mohammed (Ziko) Ghunaim (Thalia Theater)
- 2023: Wir wissen, wir könnten und fallen Synchron – Regie: Emel Aydoğdu, Theater Bonn[3]
- 2024: Yol – Oder ein Zebrastreifen geht Sonne suchen – Regie: Nail Doǧan und Mohammed (Ziko) Ghunaim, Thalia Theater[4][5]
- 2025: Salon Tülüfülükülümülü VOL. IX vonamorevon – Regie: Samieh Jabbarin, Thalia Theater
- 2025: Wir sind das Volk – Regie: Luise Voigt, Deutsches Nationaltheater Weimar